# 準円

楕円の最小包囲矩形と準円。

準円（じゅんえん、英: director circle, orthoptic circle, Fermat–Apollonius circle）は、楕円と双曲線に定義される、楕円または双曲線を通る2本の接線が直交するような全ての交点の軌跡として構成される円である。

## 性質
楕円の準円はその楕円の最小包囲矩形に外接する。楕円と同心で、その長半径と短半径をそれぞれ {\displaystyle a,b} とすれば準円の半径は {\textstyle {\sqrt {a^{2}+b^{2}}}} である。
双曲線の準円の半径は {\textstyle {\sqrt {a^{2}-b^{2}}}} であるが、これは、ユークリッド平面上には存在しない場合がある。つまり、複素平面上に半径を持ち、虚円や点円になることがある。
円の準円は、元の円の {\textstyle {\sqrt {2}}} 倍の半径を持つ同心円になる。

## 連合準円
2つの共焦点円錐曲線について、円上の点を通るそれぞれの円錐曲線の1本の接線が直交するような円を連合準円（joint-director circle）という。この概念は例えば、ロジャースの示したフォイエルバッハの定理の一般化（ロジャースの定理）などに使われる。

## 一般化
より一般に、任意の点 Pi の集合と、重み wi、定数 C について、次の式で定義される点 X の集合は円となる。{\displaystyle \sum _{i}w_{i}\,d(X,P_{i})^{2}=C.}d ( x , y ) は距離関数（ユークリッド距離）。
楕円の準円は、P1,P2 が楕円の焦点、重み w1 = w2 = 1、C が長半径の二乗の場合である。アポロニウスの円は、点 P1,P2 と点 X の距離の比 r が一定であるような点 X の軌跡である。w1 = 1、w2 = –r 2、C = 0 の場合である。

## 放物線の場合
放物線の準円は直線に退化する。この線は準線と呼ばれる。